# Alasmidonta mccordi
Alasmidonta mccordi је шкољка из реда Unionoida. 

## Угроженост
Ова врста је наведена као изумрла, што значи да нису познати живи примерци.

## Распрострањење
Ареал врсте је био ограничен на једну државу. 
Сједињене Америчке Државе су биле једино познато природно станиште врсте.

## Станиште
Раније станиште врсте су била слатководна подручја. 